# Karl Wilhelm von Schlotheim

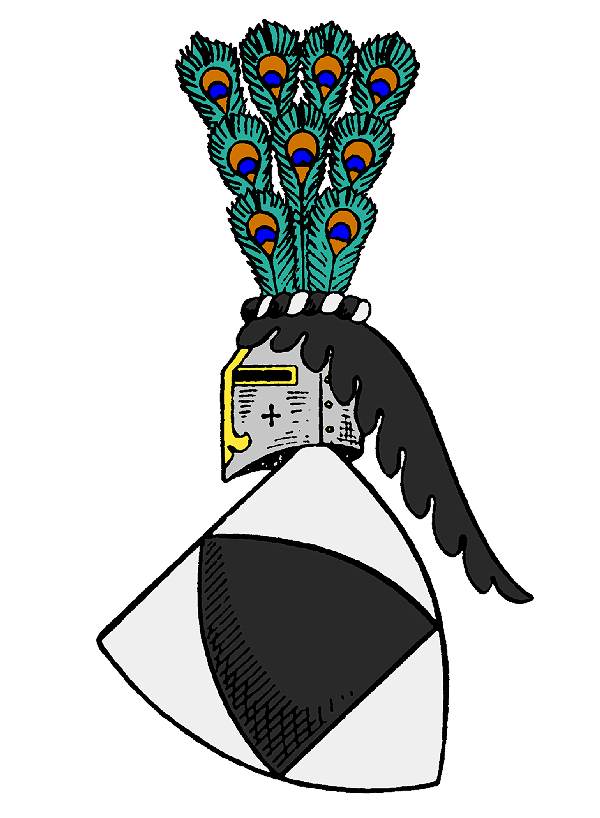
Wappen derer von Schlotheim

Karl Wilhelm Salomon von Schlotheim (* 22. Januar 1718 in Allmenhausen im Kyffhäuserkreis; † 23. September 1783) war
hessen-kasselischer Generalleutnant.

## Leben

### Herkunft und Familie
Karl Wilhelm von Schlotheim entstammte dem thüringischen Uradelsgeschlecht Schlotheim, das seinen Stammsitz im thüringischen Schlotheim bei Mühlhausen hatte. Er war ein Sohn des Sachsen-Weimarischen Oberforstmeisters August Wilhelm von Schlotheim und dessen Ehefrau Marie von Gochhausen.
1736 trat er in die Hessen-kasselsche Armee ein, wo er 1752 zum Rittmeister ernannt und Kommandeur der Husaren wurde. 1757 zum Major befördert, wurde er zwei Jahre später als Oberstlieutenant im „Dragoner-Regiment Prinz Friedrich“ während der Kämpfe im Siebenjährigen Krieg schwer verwundet und schied vorübergehend als Oberstlieutenant aus dem Dienst.
1764 kam er als Kommandeur der ehemaligen „Grünen Reuter“ als Schlotheimsches Kavallerie-Regiment in die Armee zurück.
Im Jahr darauf folgte die Ernennung zum Generalmajor und später zum Generalleutnant der Kavallerie.
Zugleich trug er Verantwortung als Vizekommandant von Kassel.

### Familie
Am 3. November 1754 heiratete er Albertine (Christiane Catharina) von Kaufberg aus dem Hause Schönstedt (1734–1788; gen. „die Generalin Albertine von Schlotheim“, Taufpatin seiner Nichte, Karoline von Schlotheim, nachmals Gräfin Hessenstein, Mätresse des hessischen Kurfürsten Wilhelm I.) Sie war eine Tochter des Kaspar Heinrich von Kaufberg und mithin Schwester von Friedrich August von Kauffberg sowie Nichte von Christian Friedrich von Kauffberg.
Mit ihr hatte er die Tochter Friederike Henriette Wilhelmine (1758–1810, ⚭ Ludwig Helmuth Heinrich von Jasmund) und die Söhne Gottlob Christian (1762–1815, Gesandter in Wien) und Ernst Wilhelm (1764–1845, General), die am 15. April 1788 durch den Landgrafen, nachmals Kurfürsten Wilhelm I. in den Freiherrenstand erhoben wurden.

### Auszeichnungen
- 20. November 1775 Ritter vom Hausorden vom Goldenen Löwen